# Grachowo
Grachowo (ros. Грахово) – wieś (sieło) w Rosji, w Udmurcji, ośrodek administracyjny rejonu grachowskiego. W 2010 liczyła 3226 mieszkańców.

## Urodzeni
- Oksana Udmurtowa – rosyjska lekkoatletka.